# Дорис, Трой
Трой Дорис — гайанский, ранее американский легкоатлет, специализирующийся в тройном прыжке. Участник Олимпийских игр 2016 года в Рио-де-Жанейро. Трой занял седьмое место с отметкой 16,90 метров.
Родился в Чикаго, в семье гайанского происхождения. Окончил среднюю школу в Болингбруке, штат Иллинойс в 2007 году. Дорис был двукратным национальным чемпионом в колледже Дюпажа до перевода в Университет Айовы. До участия в Олимпийских играх 2016 года Трой был учителем физкультуры в школе Noble Network Charter school, Chicago Bulls College Prep, в Чикаго, штат Иллинойс. Прежде чем принять решение соревноваться за Гайану, он занял восьмое место на американском отборе перед Олимпийскими играми 2012 года в тройном прыжке.
Трой Дорис был знаменосцем Гайаны на церемонии закрытия Летних Олимпийских игр 2016 года.
Дорис выиграл золото на Играх Содружества 2018 года в тройном прыжке.